# Орден Црногорске заставе
Орден Црногорске заставе је одликовање Црне Горе. Орден је установљен 5. маја 2005. године доношењем Закона о државним одликовањима и признањима. Додјељује га предсједник Црне Горе. Орден Црногорске заставе има три степена и додјељује се за нарочите заслуге за Црну Гору..

## Изглед ордена
Орден Црногорске заставе првог степена је у облику трослојне сребрне кружне површине. Први слој је пречника 70мм, са израженом позлаћеном спољном ивицом унутар којих се налази правилно распоређених 28 звијезда украшених брилијантима. На другој кружној површини, пречника 55мм, са израженом спољном ивицом, налазе се 32 форме које симболизују морске таласе. На трећој кружној површини, пречника 50мм, са израженом позлаћеном спољном ивицом, налази се рустична форма која симболизује камени рељеф Црне Горе који симетрично пресијеца стилизована црногорска застава, ширине 22,5мм, са црвеним емајлираним пољем, златним обрубом и златним грбом Црне Горе на средини, висине 14мм.
Орден Црногорске заставе другог степена за разлику од првог степена овог ордена, звијезде на првој кружној површини нису украшене брилијантима.
Орден Црногорске заставе трећег степена за разлику од ордена другог степена, нема позлаћене изражене спољне ивице кружних површина.
Орден Црногорске заставе носи се на десној страни груди.

## Носиоци ордена

### Првог степена
- Ентони Бејли
- Ватерполо репрезентација Црне Горе
- Божидар Иванишевић
- Војислав Станић,
- Лидија Јовановић
- Бранко Павићевић
- Паоло Роса
- Андрија Николић
- Исмаил Серагелдин
- Франтишек Липка
- Милан Кучан (2014)[5]
- Драган Аџић (2015)
- Ненад Чанак (2015)[6]
- Национална гарда државе Мејн[7]
- Џон Мекејн (2018)[8]
- Мајк Тарнер (2018)[8]
- Николас Алиси (2018)
- КУД "Захумље" (2018)[9]
- Рафет Хусовић (2021)[10]
- Вукo Драгашевић (2021)[10]
- Зарија Вукашиновић (2021)[10]
- Бранко Бањевић (2021)[10]
- Бранко Мамула (2021)[10]

### Другог степена
- Карате клуб Будућност
- Бокељска морнарица (2010)
- Су Кеј Браун (2015)[11]
- Маргарет Уахара (2018)[12]
- Ерик Ларсон (2020)[13]
- Удружење бораца народноослободилачког рата и антифашиста Никшић (2021)[10]
- Радоје Пајовић (постхумно) (2021)[10]
- Веселин Симоновић
- ФК Ловћен

### Трећег степена
- Национална Заједница Црногораца Хрватске (2021)[14]
- Хрватско грађанско друштво